# George Dewey
George Dewey (Montpelier (Vermont), 26 december 1837 – Washington D.C., 18 januari 1917) was een admiraal van de Amerikaanse marine, die bekendheid verwierf door zijn zege in de Slag in de Baai van Manilla, tijdens de Spaans-Amerikaanse Oorlog, (zonder de verliezen van de enige levens van zijn eigen stijdmacht gedurende de slag: één man gesneuveld en één man door een hartaanval). In 1903 werd hij geëerd met de rang van Admiral of the Navy, de hoogstgeplaatste graad in de US Navy. Hij was de eerste en enige in de geschiedenis van de Verenigde Staten die deze rang ontving.

## Levensbeschrijving
Georges Dewey werd geboren in Montpelier, Vermont. Hij doorliep de Norwich University voor twee jaren (1852–1854), en behaalde de graad van midshipman, adelborst, waarna hij dienstdeed aan boord van de USS Wabash, toen deze aankwam in Gibraltar op 17 augustus 1858. De Wabash keerde terug naar de New York marinescheepswerf op 16 december 1859 en werd op 20 december 1859 uit dienst gehaald. Dewey diende vervolgens als luitenant onder leiding van admiraal David G. Farragut in de Amerikaanse Burgeroorlog, waar hij acties ondernam in Louisiana en langs de rivier de Mississippi. Hij bereikte de rang van Lieutenant Commander, luitenant-ter-zee der 1e klasse, in 1865, op 28-jarige leeftijd.
George Dewey bleef bij de marine na de burgeroorlog en in 1896 maakte hij het tot commandant. Hij werd aangesteld tot bevelvoerder van de United States Asiatic Squadron, enkele weken voor het uitbreken van de Spaans-Amerikaanse Oorlog.

### Slag in de Baai van Manilla
Op 27 april 1898 vertrok hij vanuit China met de presidentiële orders van president William McKinley, tot het aanvallen van de Spaanse vloot in de Baai van Manilla op de Filipijnen.
Hij kwam aan in de monding van de baai in de late uren van 30 april en de volgende morgen gaf hij het bevel voor de aanval bij het ochtendgloren. Daar riep hij de beroemde woorden aan zijn kapitein en vuurleidinggevende vlagofficier van de USS Olympia (C-6):"You may fire when you are ready, Gridley!" – ("Je mag vuren wanneer je er klaar voor bent, Gridley!")
In de loop van 6 uren op 1 mei had hij de gehele vloot vijandelijke pantserschepen tot zinken gebracht of veroverd en de overgave van de Spaanse Pacifische Vloot, onder bevel van admiraal Patricio Montojo, verwezenlijkt. Hij legde ook het zwijgen op aan de zware kustbatterijen te Manilla, met slechts een verlies van één gesneuvelde en één man door een hartinfarct aan Amerikaanse zijde. De Spanjaarden daarentegen verloren 161 manschappen en hadden 210 gewonden.
Het nieuws van de overwinning in de Slag in de Baai van Manilla, maakte George Dewey tot een grote held in de Verenigde Staten. Hij werd bevorderd tot schout-bij-nacht. Dewey's net behaalde overwinning speelde een belangrijke rol in de beslissing van het kabinet-McKinley tot het plaatsen van de Filipijnen onder Amerikaanse controle.
Dewey stond generaal Wesley Merritt ter zijde bij de formele inname van Manilla op 18 augustus 1898. In de beginfase van de oorlog werd de Amerikaanse strijdmacht in hoge mate bijgestaan door de Filipijnse nationalisten, aangevoerd door Emilio Aguinaldo, die tegelijkertijd de Spanjaarden aanviel aan landzijde, terwijl Dewey de Spaanse vloot aanviel vanuit de zeebaai. Dewey en Aguinaldo sloten hun eerste samenwerking met vriendschappelijke betrekkingen.
Dewey schreef dat de Filipijnen "verstandig" waren en goed "bekwaam waren tot zelfbestuur". De regering McKinley besloot echter begin 1899 tot een andere aanpak. Dit viel niet in goede aarde bij Aguinaldo en zijn Filipijnse nationalisten en deze kwamen in opstand tegen deze vorm van Amerikaanse kolonialisme en bezetting. Dewey belaagde hen daarna met beschietingen op Aguinaldo's leger en vestingen, totdat de Amerikaanse troepen Manilla binnenrukten en de stad tot overgave dwongen. Emilio Aguinaldo werd later de eerste president van de Filipijnen.
George Dewey keerde terug naar de Verenigde Staten en werd als held binnengehaald. Door het Congres werd hij in 1899 bevorderd tot de hoogste rang bij de Amerikaanse Marine, als Admiral of the Navy. Een speciale militaire onderscheiding, de Dewey Medal, werd ook genoemd naar zijn huldiging en eerbewijs.
Dewey bleef ambtsbehalve als actieve hoogste Officier van de marine tot aan zijn dood, als een speciaal eerbewijs, nog nadat hij zijn pensioengerechtigde leeftijd voorbij was. Hij publiceerde zijn autobiografie in 1913. Dewey stierf in Washington D.C. op 16 januari 1917, nog altijd in actieve dienst, terwijl hij dienstdeed als President of the Navy Board. Hij was net 79 jaar geworden.

### Dewey als presidentskandidaat
Na George Dewey's terugkeer van de Spaans-Amerikaanse Oorlog werd hem aangeraden mee te doen aan de verkiezingen voor het presidentschap van de Verenigde Staten voor de Democraten. Zijn kandidatuur werd echter geplaagd door misstappen in de media. Kranten en dagbladen noemden hem naïef nadat hij werd geciteerd met uitlatingen dat de taak als president een gemakkelijke functie was omdat hij slechts hoefde te handelen naar de door het congres uitgevaardigde wetten en dat hij "de wetten van het congres net zo trouw uit zou voeren als hij altijd de orders van zijn superieuren had opgevolgd." Vervolgens werd bekend dat hij nooit had gestemd tijdens eerdere presidentiële verkiezingen. Dewey kreeg nog meer kritiek toen hij verklaarde aan een dagbladreporter dat: "onze volgende oorlog met Duitsland zal zijn."
Dewey jaagde nog menig protestant tegen zich in het harnas door in november 1899 de katholieke Mildred McLean Hazen te huwen, weduwe van generaal William Babcock Hazen en dochter van Washington McLean, de voormalige eigenaar van de Washington Post, en haar het huis gaf dat het land hem had geschonken na de Spaans-Amerikaanse Oorlog.
Dewey bedankte na dit alles in midden mei voor de wedloop naar het presidentschap steunde daarna president William McKinley.

## Eerbewijzen
- In 1898 noemde de net opgerichte brandweerafdeling van Hellertown, Pennsylvania, zichzelf de Dewey Fire Company N° 1, als eerbetoon aan George Dewey.
- Drie schepen van de Amerikaanse marine werden genoemd met de naam USS Dewey, inbegrepen een Arleigh Burkeklasse torpedobootjager, USS Dewey (DG 105) dat op 26 januari 2008 van stapel liep.
- Thomasville, Georgia, bevat de Dewey City, "onderafdeling" van een gebied waarin zich rond 1890 voormalige slaven vestigden.
- San Francisco's Union Square heeft een monument als eerbetoon aan admiraal Dewey.

## Militaire loopbaan
- Acting Midshipman: 23 september 1854[1]
- Warranted Midshipman: 11 juni 1858[1]
- Passed Midshipman: 19 januari 1861[1]
- Warranted Master: 1861[1]
- Lieutenant: 19 april 1861[1]
- Lieutenant Commander: 3 maart 1865[1]
- Commander: 13 april 1872[1]
- Captain: 27 september 1884[1]
- Commodore: 28 februari 1896[1]
- Rear Admiral: 11 mei 1898[1]
- Admiral: 2 maart 1899[1]
- Admiral of the Navy: 24 maart 1903 (vanaf 2 maart 1899)[1]

## Decoraties
- Burgeroorlog Medaille[1]
- Spaanse Campagne Medaille[1]
- Filipijnse Campagne Medaille[1]
- Dewey Medaille (herdenking van de Slag in de Baai van Manilla)[1]